# Survivor (reality)
A Survivor egy valóságshow, ezen belül túlélő show. A műsorban a résztvevők elszigetelten élnek egy szigeten, ami a legtöbb esetben lakatlan. A fődíj pénznyeremény. A műsor az amerikai „valóságshow világ’ bölcsőjének számít, hisz ez volt az első, rendkívül magas nézettségű és profitálható tv show az Egyesült Államokban.
Amerikai műsorvezető: Jeff Probst.

## Törzsek
A versenyzők már az első nap törzsekbe rendeződnek (számuk szériától függ, gyakori a kettő, három törzs, de az utóbbi években ezeket a számokat háromra, sőt, négyre növelték). A felosztást a általában produkciós szakemberek végzik, de néhány évadnál a játékosokra bízták a választást. Emellett voltak nemek szerint beosztott törzsek, sőt életkor, és rasszok szerintiek is. A kezdeti törzseket a producerek bármikor átvariálhatják, és ezt meg is szokták tenni, főleg ha túl unalmassá válik a játék. Szintén szezontól függ, hogy a játékosok kapnak-e eszközöket (machetét, ivóvíz-készletet), de legtöbbször maguknak kell megszerezni azokat feladatok segítségével. A törzseknek menedéket kell építeniük, ami megvédi őket a természeti elemektől és ahol raktározhatják a gyümölcsöket és a halakat, az elejtett vadállatokat. Minden csapat egyedi nevet kap és megkülönböztető színjelzést, ami rajta van a zászlókon, szerepel a feladatteljesítéseken, a műsor főcímében.
Minden tag kap egy-egy fejkendőt és egy, a show éppen aktuális logójával díszített szilikon karkötőt.
Általában a producerek meggyőződnek arról, hogy senki sem fogja meggondolni magát a partra vetés előtt, de a Survivor: Fiji esetében ez nem így történt. Egy játékos az első napot megelőző estén visszamondta az utat, így a készítőknek át kellett rendezni a törzseket pár óra leforgása alatt.

## Feladatok
A törzsek egymás ellen küzdenek fizikai és mentális megmérettetéseken. A feladatok kitartást, problémamegoldó-készséget, csapatmunkát, fürgeséget és/vagy erőt igényelnek. Szériától függetlenül a csapatoknak mindig enniük kell különböző rovarokat, nyers húst, ki kell bírniuk a magasban és vízben, ügyességi feladatokat kell végrehajtaniuk.
Két típus létezik: jutalomjáték és védettségi játék.
A jutalomjátékban a versenyzőknek a luxusért kell megmérettetniük magukat, ami nem a túlélést szolgálja, hanem könnyebbé és élvezetesebbé teszi mindennapjaikat a szigeten. Ez lehet étel, tűzkő, gyufa vagy bármilyen luxusút.
A védettségi játékban a versenyzőknek a védelemért kell küzdeniük, ami mentesíti őket a kiszavazástól. E verseny után mindig összehívják a törzsi tanácsot, ahol eldöntik, ki hagyja el a szigetet.
Mikor egy törzsnek több tagja van, mint a másiknak, de számuk nem haladja meg a másik kétszeresét, ki kell választani egy játékost, akinek ki kell várnia a feladat végét. Így lesz a két törzs száma egyenlő. Ez a szabály egyedül a Survivor: The Australian Outback-ben változott meg, mivel Jeff Probst úgy érezte, hogy egyik törzs sem lenne segítve vagy akadályozva a számszerű egyenlőtlenség által. Kezdve a Survivor: Africával érvénybe lépett az a szabály, mely szerint a játékos, aki kihagyja a jutalomjátékot, nem hagyhatja ki a következőt.
A feladatok között általában három nap telik el (első napon pihenés, második napon jutalomjáték, harmadik napon védettségi játék, aztán törzsi tanács (azaz kiszavazás).

## Törzsi tanács
Mindig azt a törzset hívják össze, amelyik vesztett a feladatokon. Mindenkinek ki kell vonulni egy emelvényhez, ahol találnak egy papírdarabot és egy edényt. Egyenként ki kell menniük, a papírra ráírni a nemkívánatos személy nevét, indokolni a döntést, majd bedobni az edénybe. Ezek után a műsorvezető megszámolja a szavazatokat. Aki a legtöbbet gyűjtötte össze, távozásra kényszerül. A 11-12. évad környékén vezették be a rejtett védettségi bálványt. Aki ezt megtalálja, és még a szavazatok felolvasás előtt átadja a műsorvezetőnek, akkor a rá leadott szavazatok nem számítanak, és nem eshet ki akkor a játékból.

## Egyesülés
Amikor a kezdeti törzsek összlétszáma (évadoktól függően) eléri a 8-12 főt akkor egyesítik a törzseket, és onnantól kezdve egyéni játék folyik. Mind a jutalom, mind a védettség személyre szabott. Itt még nagyobb szerepe van a rejtett bálványnak, ezzel egy esélytelen játékos is elérhet a játék végéig. Cél az hogy valaki bejusson a végső Törzsi tanács elé, ahol döntenek a győztesről, aki 1 millió dollárral lesz gazdagabb.

## Végső Törzsi tanács
Eleinte mindig 2, de a 13. évadtól kezdve legtöbbször 3 játékos alkotja a döntő mezőnyét, és ők küzdhetnek a fődíjért. A zsűrit a korábban kiesett 7-8-9 játékos alkotja. Aki tőlük a legtöbb szavazatot kapja azé lesz az 1 millió dollár. A zsűritagok kérdezhetnek a játékosoktól, de van aki csak véleményt mond. A győztes kiléte csak jóval a játék után derül ki, akkor, amikor az utolsó rész is lement a tv-ben.

## A Survivor az Egyesült Államokban
| Cím                                                  | Bemutató    | Helyszín                                       | Nyertes                       |
| ---------------------------------------------------- | ----------- | ---------------------------------------------- | ----------------------------- |
| Survivor: Borneo                                     | 2000 nyár   | Pulau Tiga, Borneó                             | Richard Hatch (39)            |
| Survivor: The Australian Outback                     | 2001 tavasz | Ausztrál sivatag                               | Tina Wesson (40)              |
| Survivor: Africa                                     | 2001 ősz    | Shaba Nemzeti Park                             | Ethan Zohn (27)               |
| Survivor: Marquesas                                  | 2002 tavasz | Nuku Hiva, Marquesas-szigetek                  | Vecepia Towery (36)           |
| Survivor: Thailand                                   | 2002 ősz    | Ko Tarutao                                     | Brian Heidik (36)             |
| Survivor: The Amazon                                 | 2003 tavasz | Amazonas                                       | Jenna Morasca (21)            |
| Survivor: Pearl Islands                              | 2003 ősz    | Pearl-szigetek                                 | Sandra Diaz-Twine (29)        |
| Survivor: All-Stars                                  | 2004 tavasz | Pearl-szigetek                                 | Amber Brkich (25)             |
| Survivor: Vanuatu - Islands of Fire                  | 2004 ősz    | Efate Sheva tartomány                          | Chris Daugherty (33)          |
| Survivor: Palau                                      | 2005 tavasz | Koror                                          | Tom Westman (40)              |
| Survivor: Guatemala - The Maya Empire                | 2005 ősz    | Yaxha Nemzeti Park, Guatemala                  | Danni Boatwright (30)         |
| Survivor: Panama - Exile Island                      | 2006 tavasz | Pearl-szigetek                                 | Aras Baskauskas (24)          |
| Survivor: Cook Islands                               | 2006 ősz    | Aitutaki                                       | Yul Kwon (31)                 |
| Survivor: Fiji                                       | 2007 tavasz | Macuata, Vana Levu                             | Earl Cole (35)                |
| Survivor: China                                      | 2007 ősz    | Zhelin Rezervátum                              | Todd Herzog (22)              |
| Survivor: Micronesia - Fans vs. Favorites            | 2008 tavasz | Micronesia, Palau-szigetek                     | Parvati Shallow (25)          |
| Survivor: Gabon - Earth’s Last Eden                  | 2008 ősz    | Wonga-Wongue Tájvédelmi Körzet, Gabon          | Robert "Bob" Crowley (57)     |
| Survivor: Tocantins - The Brazilian Highlands        | 2009 tavasz | Rio Novo, Tocantins Szövetségi Állam, Brazília | James "J.T." Thomas, Jr. (24) |
| Survivor: Samoa                                      | 2009 ősz    | Upolu, Szamoa                                  | Natalie White (26)            |
| Survivor: Heroes vs. Villains                        | 2010 tavasz | Upolu, Szamoa                                  | Sandra Diaz-Twine (35)        |
| Survivor: Nicaragua                                  | 2010 ősz    | Nicaragua                                      | Jud "Fabi" Birza (21)         |
| Survivor: Redemption Island                          | 2011 tavasz | Nicaragua                                      | Rob Mariano (34)              |
| Survivor: South Pacific                              | 2011 ősz    | Upolu, Szamoa                                  | Sophie Clarke (22)            |
| Survivor: One World                                  | 2012 tavasz | Upolu, Szamoa                                  | Kim Spradlin (29)             |
| Survivor: Philippines                                | 2012 ősz    | Caramoan, Camarines Sur, Fülöp-szigetek        | Denise Stapley (41)           |
| Survivor: Caramoan - Fans vs. Favorites 2.           | 2013 tavasz | Caramoan, Camarines Sur, Fülöp-szigetek        | John Cochran (25)             |
| Survivor: Blood vs. Water                            | 2013 ősz    | Palaui Island, Cagayan, Fülöp-szigetek         | Tyson Apostol (34)            |
| Survivor: Cagayan - Brawn vs. Brains vs. Beauty      | 2014 tavasz | Palaui Island, Cagayan, Fülöp-szigetek         | Tony Vlachos (39)             |
| Survivor: San Juan del Sur - Blood vs. Water 2.      | 2014 ősz    | Nicaragua                                      | Natalie Anderson (28)         |
| Survivor: Worlds Apart                               | 2015 tavasz | Nicaragua                                      | Mike Holloway (38)            |
| Survivor: Cambodia - Second Chance                   | 2015 ősz    | Kaoh Rong, Kambodzsa                           | Jeremy Collins (37)           |
| Survivor: Kaoh Rong - Brawn vs. Brains vs. Beauty 2. | 2016 tavasz | Kaoh Rong, Kambodzsa                           | Michele Fitzgerald (24)       |
| Survivor: Millennials vs. Gen X                      | 2016 ősz    | Mamanuca Islands, Fidzsi-szigetek              | Adam Klein (25)               |
| Survivor: Game Changers - Mamanuca Islands           | 2017 tavasz | Mamanuca Islands, Fidzsi-szigetek              | Sarah Lacina (32)             |
| Survivor: Heroes vs. Healers vs. Hustlers            | 2017 ősz    | Mamanuca Islands, Fidzsi-szigetek              | Ben Driebergen (34)           |
| Survivor: Ghost Island                               | 2018 tavasz | Mamanuca Islands, Fidzsi-szigetek              | Wendell Holland (33)          |
| Survivor: David vs. Goliath                          | 2018 ősz    | Mamanuca Islands, Fidzsi-szigetek              | Nick Wilson (27)              |
| Survivor: Edge of Extincion                          | 2019 tavasz | Mamanuca Islands, Fidzsi-szigetek              | Jim Underworld (25)           |
| Survivor: Island of the Idols                        | 2019 ősz    | Mamanuca Islands, Fidzsi-szigetek              | Tommy Sheehan (26)            |
| Survivor: 40 - Winners at War                        | 2020 tavasz | Mamanuca Islands, Fidzsi-szigetek              | Tony Vlachos (45)             |
| Survivor: 41                                         | 2021 ősz    | Mamanuca Islands, Fidzsi-szigetek              | Erika Casupanan (32)          |
| Survivor: 42                                         | 2022 tavasz | Mamanuca Islands, Fidzsi-szigetek              | Maryanne Oketch (25)          |
| Survivor: 43                                         | 2022 ősz    | Mamanuca Islands, Fidzsi-szigetek              | Mike Gabler (51)              |
| Survivor: 44                                         | 2023 tavasz | Mamanuca Islands, Fidzsi-szigetek              |                               |

## A Survivor más országokban
| Ország és Cím | Év                                       | Csatorna                                                                                                 | Formátum      |
| --- | ---------------------------------------- | --- | ------------- |
| Expedición Robinson | 2000-2001                                | Canal 13                                                                                                 | Exp. Robinson |
| Australian Survivor | 2002                                     | Network 9                                                                                                | Survivor      |
| Azerbaijan Extrim | 2011                                     | Space TV                                                                                                 | Survivor      |
| No Limite | 2000-2001                                | Globo | Survivor      |
| Survivor Srbija | 2008                                     | FOX (Szerbia, Bosz.-Herc.) A1 (Macedónia)                                                                | Survivor      |
| Survivor BG | 2006-napjainkig                          | bTV | Survivor      |
| Expedición Robinson: La Isla VIP                                                                                                | 2006                                     | Canal 13                                                                                                 | Exp. Robinson |
| Trosečnik | 2007                                     | TV Prima                                                                                                 | Survivor      |
| Robinson Ekspeditionen | 1998-napjainkig                          | TV3 | Exp. Robinson |
| Survivor South Africa | 2006-napjainkig                          | M-Net | 'Survivor     |
| Expedición Robinson | 2002                                     | TeleAmazonas                                                                                             | Exp. Robinson |
| Survivor | 2000-napjainkig                          | CBS | Survivor      |
| Ekspeditsioon Robinson | 2001-2003                                | TV3 Estonia                                                                                              | Exp. Robinson |
| Suomen Robinson | 2003-2004                                | Nelonen                                                                                                  | Exp. Robinson |
| Les Aventuriers de Koh-Lanta/Koh Lanta                                                                                          | 2001-napjainkig                          | TF1 | Survivor      |
| Survivor Philippines | 2008-napjainkig                          | GMA Network                                                                                              | Survivor      |
| Survivor | 2003                                     | MegaTV                                                                                                   | Survivor      |
| Survivor: Greece vs. Turkey | 2007                                     | MegaTV Show TV                                                                                           | Survivor      |
| GMiri Survivor | 2007-2008                                | Rustavi 2                                                                                                | Survivor      |
| Expeditie Robinson | 2000-napjainkig                          | VT4 (2000-2004) KANAALTWEE (2005-napjainkig) NET 5 (2000-2004) Talpa (2005-2006) RTL 5 (2007-napjainkig) | Exp. Robinson |
| Survivor | 2005                                     | HRT | Survivor      |
| Survivor 10 | 2007-napjainkig                          | Israel 10                                                                                                | Survivor      |
| Survivor | 2003                                     | TBS | Survivor      |
| Survive This | 2009-2010                                | YTV | Survivor      |
| Expedición Róbinson La Isla de los FamoS.O.S.                                                                                   | 2001-2002 2004-2007                      | RCN TV                                                                                                   | Exp. Robinson |
| Közel-Kelet: Survivor | 2005                                     | LBC | Survivor      |
| Wyprawa Robinson | 2004                                     | TVN | Exp. Robinson |
| Robinsoni | 2001-2003                                | TV3 Latvia                                                                                               | Exp. Robinson |
| Expedition Robinson | 2001-2003                                | TV3 Lithuania                                                                                            | Exp. Robinson |
| Survivor | 2001-2002                                | ITV | Survivor      |
| Gestrandet Survivor | 2001 2007                                | RTL II Pro7                                                                                              | Survivor      |
| Expedition Robinson | 2000                                     | ORF RTL II                                                                                               | Exp. Robinson |
| Robinson Ekspedisjonen | 1999-napjainkig                          | TV3 | Exp. Robinson |
| Survivor Italia L'Isola dei Famosi                                                                                              | 2001 2003-napjainkig                     | Italia 1 Rai Due                                                                                         | Survivor      |
| Posledni Geroi | 2001-napjainkig                          | Channel 1                                                                                                | Survivor      |
| Mountain Dew Survivor Pakistan                                                                                                  | 2006, FELFÜGGESZTVE                      | PTV TV1 ARY                                                                                              | Survivor      |
| Survivor | 2001                                     | TV1 | Survivor      |
| Supervivientes: Exp. Robinson La Isla de los FamoS.O.S. La Selva de los FamoS.O.S. 8 Anonymous vs. 8 Celebrities Supervivientes | 2000-2001 2003 2004 2005 2006-napjainkig | Telecinco (2000-2001) Antena 3 (2003-2005) Telecinco (2006-napjainkig)                                   | Exp. Robinson |
| Expedition Robinson | 1999-2000                                | TV3 | Exp. Robinson |
| Expedition Robinson | 1997-napjainkig                          | SVT (1997-2003) TV3 (2004-2005) TV4 (2009-napjainkig)                                                    | Exp. Robinson |
| Survivor | 2004, 2007                               | Kanal D (2004) Show TV (2007)                                                                            | Survivor      |
| Robinson: La Gran Aventura | 2001-2003                                | Venevision                                                                                               | Exp. Robinson |
| Survivor | 2003-                                    | RTL Klub                                                                                                 | Survivor      |